# Oshibori

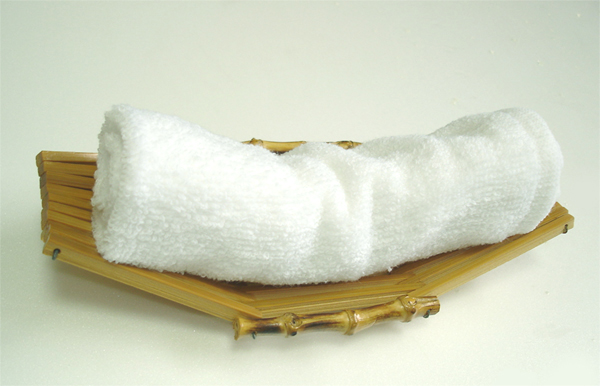
Oshibori présenté sur un plateau de bambou.

L’oshibori (おしぼり ou お絞り ou  御絞り) est une petite serviette chaude ou froide, selon la saison, que l'on présente aux clients d'un restaurant ou d'un bar au Japon pour s'essuyer les mains avant ou pendant le repas. On la trouve aussi lors des repas importants.